# Julod
Un  julod  ou  julot  ou  chulot  (au pluriel juloded) est un terme de la langue bretonne qui désigne des paysans riches, généralement aussi fabricants et (ou) marchands de toiles, parfois tanneurs du Haut-Léon, centrés sur le Pays Chelgen, entre le XVIe siècle et le XIXe siècle, et qui ont constitué une véritable caste aristocratique rurale, à l'origine de la création des enclos paroissiaux et dont les descendants sont parfois devenus des responsables politiques.

## Étymologie et origines
Le terme semble être d'utilisation assez récente, puisque les premières sources écrites de son usage remontent, semble-t-il, à 1879 dans les Notes ethnographiques de Le Men qui écrit :« C'était jour de foire à Landivisiau le 9 juillet 1879. (...) La place du marché était remplie de bestiaux et la foule des vendeurs et des acheteurs, parmi lesquels quelques aristocratiques  julots , n'était pas moins nombreuse ». Le même auteur écrit plus loin dans le même ouvrage : « Tous les paysans du Haut-Léon, qui ont acquis quelque fortune par la culture ou autrement se donnent le
titre de  julots  qu'ils considèrent comme une grande distinction ». Un terme voisin se trouve dans un ouvrage de 1890 où l'auteur parle de  juloderie  à Saint-Thégonnec et qualifie un  julod  de "richard", de "gros bonnet". En 1895, H.Du Rusquec, dans son Dictionnaire du dialecte de Léon écrit : « julod, julot = paysan riche, pluriel juloded ».
En 1913, dans un long article consacré principalement au député conventionnel Jacques Queinnec, un julod, P. Hémon fait une longue digression décrivant pour la première fois, du moins connue à ce jour, les juloded ainsi que la fabrication et le commerce des toiles du Haut-Léon à l'époque de la Révolution française. Cet article est consultable. L'auteur insiste sur le rôle joué par les moines de l'abbaye du Relec dans l'essor de cette activité.
L'origine du terme est incertaine : un terme voisin parfois utilisé est chulot ; une hypothèse est un lien avec le prénom "Jules", qui avait pris en tant que surnom une connotation péjorative à l'époque sous la IIIe République pour désigner des riches à la réputation douteuse ; Charles Chassé, dans deux articles du "Télégramme de Brest et de l'Ouest" publiés en août 1979 avance l'hypothèse d'un lien avec le vieux mot "julle" qui signifiait, en Flandre, un drap de luxe. Pour les siècles antérieurs au XIXe siècle, l'on parle parfois de  pré-juloded  afin de ne pas commettre d'anachronisme, puisque ce terme les désignant désormais n'existait pas encore. Si leur apogée se situe vers 1680, la perte du marché anglais à cause des guerres du règne de Louis XIV et des mesures de rétorsion prises par les pays jusque-là clients à l'encontre de la France qui, à l'instigation de Colbert, développe une politique commerciale protectionniste, ils étaient encore un demi-millier au début du XIXe siècle. Le maximum connu pour le XVIIIe siècle de la production de crées est atteint en 1742 avec 46 000 pièces en raison d'un regain économique au début du XVIIIe siècle.

## Description

### Extension géographique
Le pays de la juloderie concerne seulement la partie méridionale du "Haut-Léon" : au sein du Pays de Léon, on distinguait traditionnellement le "Haut-Léon", qui est celui des manoirs et des enclos paroissiaux, autour de Landivisiau et de la capitale historique de l'évêché, Saint-Pol-de-Léon, le "Bas-Léon" animé par Landerneau  et le "pays pagan" aux environs de Brignogan, Guissény, Plouguerneau et Lesneven; entre Landerneau à l'ouest et Saint-Thégonnec à l'est, débordant un peu vers le nord la vallée de l'Élorn dans son tronçon compris entre Landivisiau et Landerneau et atteignant vers le sud le pied du versant nord des Monts d'Arrée à hauteur de Plounéour-Ménez et Commana. La zone concernée correspondrait au Pays Chelgen, dit aussi parfois Pays juloded. Ces pays traditionnels n'ont rien à voir avec les pays administratifs liés à la refonte actuelle de la structure administrative de la France.

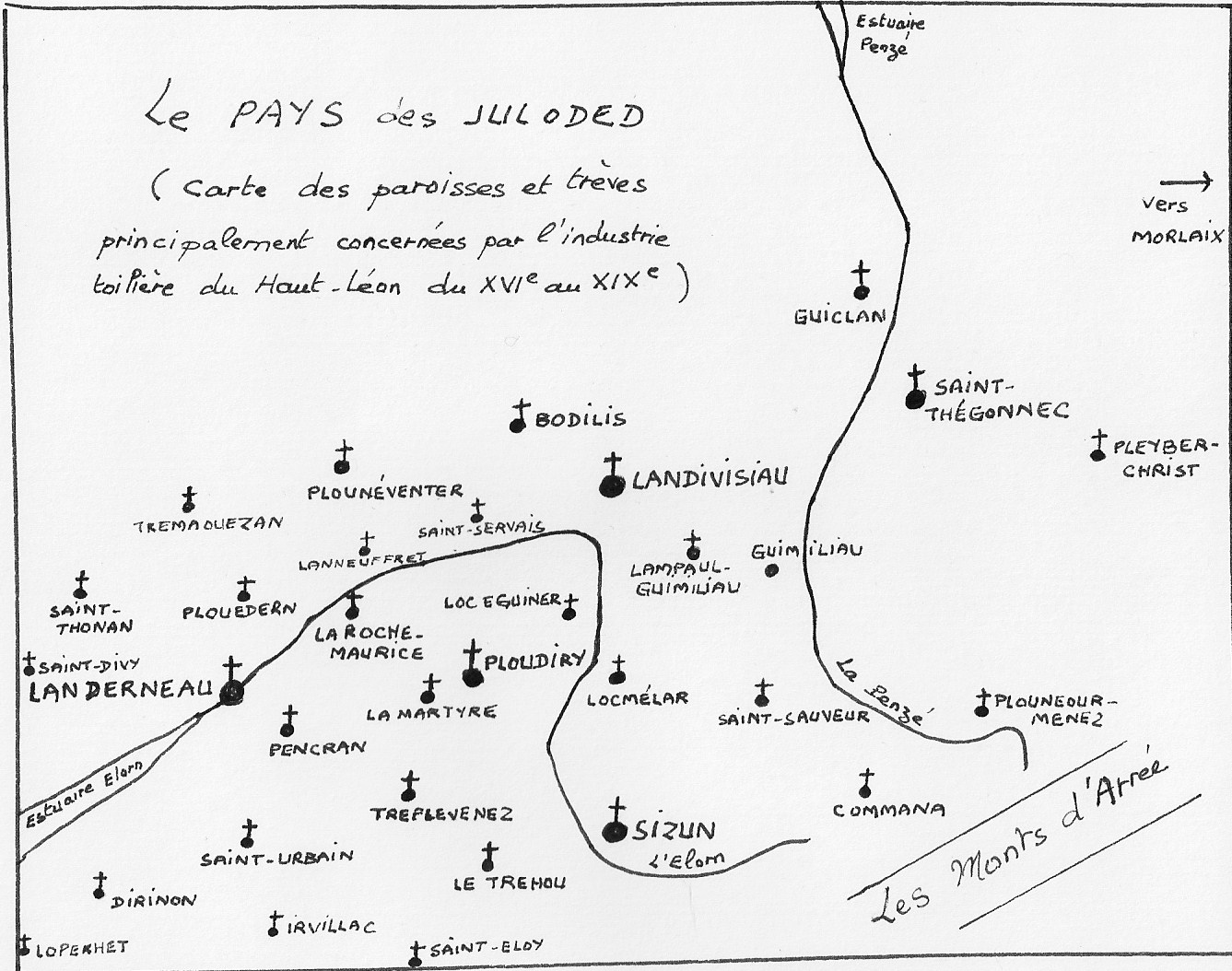
Carte du pays des juloded entre le XVIe siècle et le XIXe siècle

La liste des communes concernées, anciennes paroisses ou trèves, est la suivante :
- Bodilis (qui était une trève de Plougar)
- Commana et sa trève de Saint-Sauveur
- Guiclan
- Guimiliau et sa trève de Lampaul-Guimiliau
- Landivisiau
- Pleyber-Christ
- Ploudiry et ses trèves de La Martyre, La Roche-Maurice, Loc-Eguiner et Pencran
- Plounéour-Ménez (y compris l'actuelle commune de Loc-Eguiner-Saint-Thégonnec, créée en 1857 et qui en faisait partie antérieurement)
- Plounéventer et sa trève de Saint-Servais (y compris l'actuelle commune de Saint-Derrien créée en 1884 et qui en faisait partie antérieurement)
- Le Tréhou et sa trève de Tréflévénez
- Saint-Thégonnec
- Sizun et sa trève de Locmélar

L'extension géographique des juloded est très précisément délimitée : « Dans le pays de Lesneven (...) le terme julot est certes connu, mais nul paysan, si riche ou important qu'il soit, n'aurait l'idée de dire qu'il est un julot » a écrit P. Loaec en 1981. Toutefois, quelques-uns ont habité un peu au-delà des paroisses pré-citées, tels Hamon Le Dall, Julod de Plouider, qui rachète au XVIIe siècle le château de Tromelin en Plougasnou ou un autre à Kerenheroff en La Feuillée, la liste n'étant pas limitative. La présence de "kanndi" dans des paroisses comme Dirinon ou Plouédern prouve aussi que l'aire d'extension de la culture et du travail du lin et du chanvre ne se limitait pas aux paroisses précédemment évoquées.

### Leskanndidu Léon
Dans le Léon 338 kanndi (buanderies servant à préparer les fibres de lin) ont été identifiés (mais il en existait certainement d'autres) ; près de 230 kanndi ont été recensés sur l'ensemble formé par les trois communes de Plounéour-Ménez, Sizun et Commana dont 59 à Commana ; par ailleurs on en a recensé 40 à Ploudiry et à La Martyre, 37 à Dirinon, 31 à Saint-Urbain, 29 à Plouédern, 27 au Tréhou, 26 à Irvillac, 18 à Tréflévénez, 16 à Landerneau, 13 à Saint-Divy, 10 à Loperhet et à Pencran, 8 à Saint-Éloy et Lanneuffret, 7 à La Roche-Maurice et Saint-Thonan, 6 à Trémaouézan, etc.
Selon le critère du nombre de kanndi par km², c'est Saint-Thégonnec qui arrive en tête avec 2,3 kanndi par km² contre 1,4 en moyenne. Autour de l'église de Saint-Thégonnec, seize kanndi sont dénombrés dans un rayon de un kilomètre.
« Un kanndi se présente sous la forme d' une petite bâtisse, couverte de gled [chaume] ou d'ardoises, de 4 à 5 mètres de large (...) alors que la longueur varie de 4 à 13 mètres. (...) Le sol à l'intérieur est pavé en dalles ». Un kanndi comprend un "douet" entouré de dalles de schiste où le fil était trempé pour le rinçage après blanchiment ; une cheminée, ou à défaut un âtre pour chauffer l'eau destinée à la cuve en bois ou en pierre où les écheveaux de fil, mêlés à de la cendre de hêtre étaient blanchis (il fallait plusieurs "buées" [lessives] pour atteindre le degré de blancheur recherché) ; le fil pouvait être mis à fermenter dans un tonneau de lait avant la dernière "buée", l'acide lactique ayant une propriété blanchissant ; entre deux "buées" et après rinçage, le fil restait à sécher sur une corde dans le courtil pendant une quinzaine de jours, le blanchiment se poursuivant alors sous l'action conjuguée de la pluie et du soleil.
Le kanndi est une buanderie, appelée également "maison d’eau", car toujours situé près d'un cours d’eau en raison de la quantité d'eau nécessaire au fonctionnement du douet (lavoir). Le fil de lin y était lavé à l’eau courante après avoir subi une lessive dans de grandes auges de granit dans lesquelles les écheveaux de fibres de lin étaient empilés puis arrosés avec de l’eau bouillante additionnée de cendres de bois, ensuite rincés et déposés sur les dalles en schiste, les repamoirs, recouvrant le sol. Le fil était ensuite blanchi sur pré puis ourdi et tissé.

### Les activités économiques

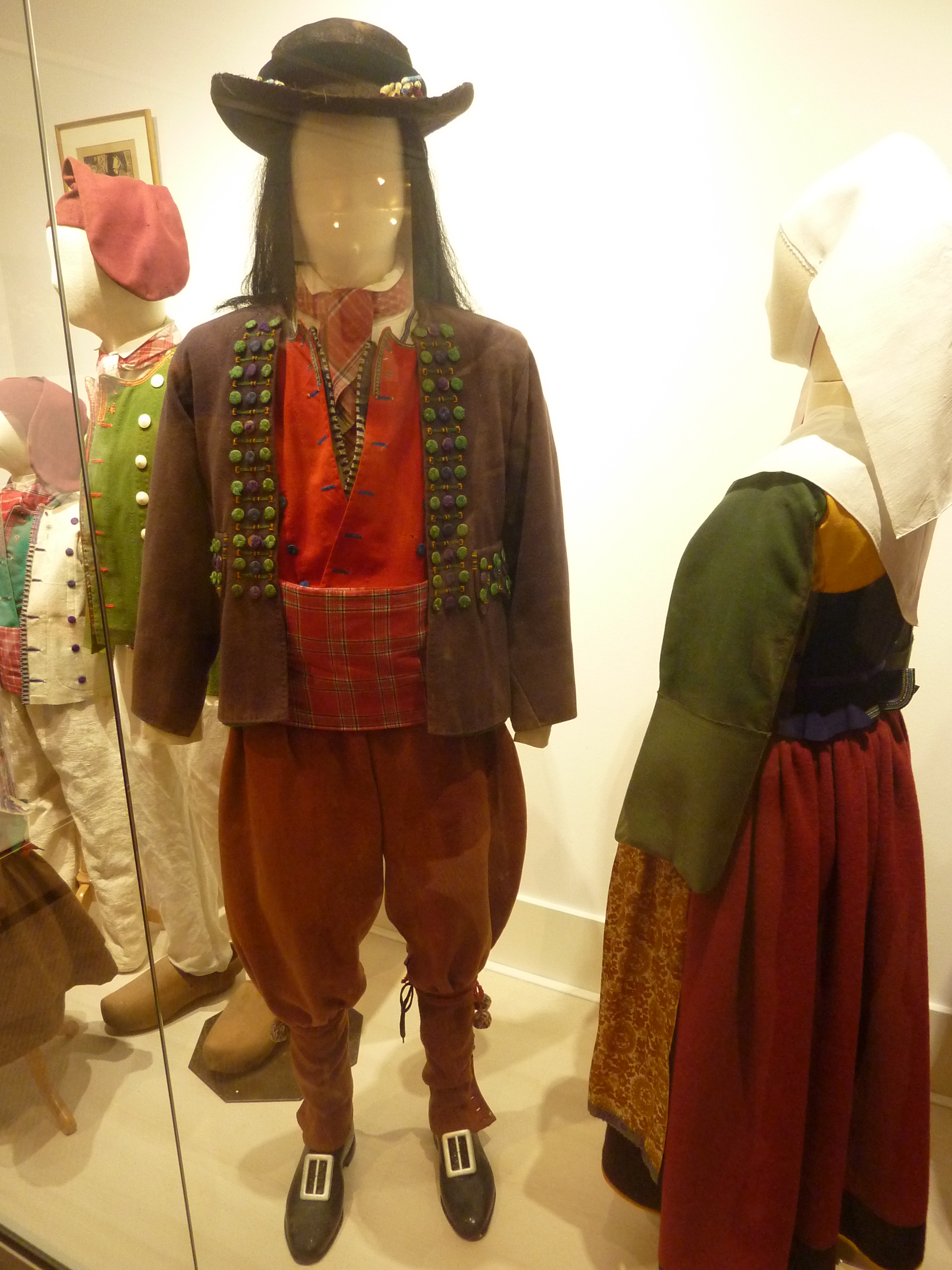
Costume de julod (Musée de la fraise et du Patrimoine à Plougastel-Daoulas)

#### L'âge d'or duXVIesiècleauXVIIIesiècle
Repérable dès le XVe siècle, cette zone connaît son apogée au début des années 1680. Aux XVIe et XVIIIe siècles, époque des grands commerces entre la Bretagne et l’Angleterre, la Hollande, l’Espagne et l’Amérique latine, alors que toutes les voiles des bateaux sont tissées en lin et en chanvre, les toiles crées, fabriquées dans le Haut-Léon, vont bénéficier d’un quasi-monopole sur le marché européen, créant ainsi une prospérité sans égale. Elle est le fait d’une petite caste de paysans-négociants, les juloded en breton, qui commercialisent leurs toiles essentiellement vers l’Angleterre via les ports de Morlaix (les marchands morlaisiens disposaient du privilège, accordé par les Ducs de Bretagne et confirmé par les Rois de France, d'être seuls autorisés à vendre les toiles de première main produites dans un rayon de 11 à 18 lieues autour de la ville.) principalement et de Landerneau. Par exemple en 1743, Morlaix reçoit 34 197 pièces de 100 aunes (soit 122 mètres) et Landerneau 10 027 ; en 1788, Morlaix en reçoit 18555 et Landerneau 2 356.
Ils exploitent aussi des fermes dont la taille moyenne est de 15 à 40 ha alors que celle des autres paysans est alors, par exemple à Ploudiry, de 7 à 8 ha.
Les marchands toiliers constituent alors l’élite sociale de la région : les "julots" (en breton juloded), à l’imitation des marchands hollandais de Morlaix, les "Julius". Implantés uniquement dans le Léon méridional ou Haut-Léon, proche des Monts d'Arrée, cette aristocratie paysanne (on parle parfois de "demi-nobles"), pratiquaient une véritable caste à très forte endogamie et jouèrent un rôle important lors de la « Renaissance bretonne », construisant églises avec un riche mobilier, calvaires et enclos paroissiaux, y compris à Plounéour-Ménez, même si ceux de certaines paroisses voisines sont plus célèbres. Ce sont ces juloded enrichis qui ont financé la construction et la réalisation des enclos paroissiaux du Léon, manifestation la plus visible de leur prospérité.

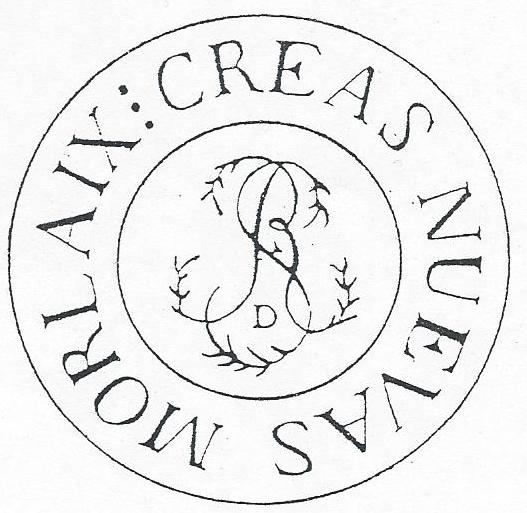
Marque du bureau des toiles de Morlaix datant de la fin du XVIIe siècle.

Les Juloded des XVIIe et XVIIIe siècles font construire « des maisons dont les caractères architecturaux et la gestion de l'espace témoignent d'une volonté d'imiter la noblesse, modèle jugé prestigieux. Dans une société cloisonnée, l'ascension du rez-de-chaussée vers l'étage "noble" (...) cette matérialisation de la hiérarchie sociale se double d'une dimension sacrée : de la Terre vers les Cieux. le Julod est alors le roi-paysan du monde qu'il se crée ».
Les Juloded construisirent de belles maisons à porche surélevé, dites "maisons anglaises" dont de nombreux exemples sont encore visibles à Plounéour-Ménez : près de la moitié des maisons de juloded qui ont été identifiées dans le Haut-Léon sont situées à Plounéour-Ménez, par exemple dans le village de Kermorvan qui garde la mémoire des familles Madec et Queïnnec, l'ascension sociale de cette dernière étant symbolisée par l'élection d'un de ses membres, Jacques Queinnec, comme député de la Convention.

« C'est à l'étage que les toiles sont pliées sur des "tables pliantes", que l'on pèse les ballots de toile à l'aide de "crocqs à pezer". C'est là que se trouvent les "ourdissoirs", mais aussi le fil et la toile, stockés dans des presses et armoires, meules riches et prestigieux. (..). Là sont installés les lits-clos parés d'une literie de plume et de tapis de laine imprimée. (...) On peut rajouter à cela les buffets, commodes, bank tossel (banc servant aussi de coffre), coffres remplis de grain sec, ainsi que la vaisselle d'argent et d'étain. (...) Jusque dans les années 1740, l'escalier extérieur est le principal moyen d'atteindre le niveau supérieur de ces riches maisons. »

Sébastien Carney fait ensuite observer dans le même article que certains Juloded utilisent généralement à l'époque pour couvrir leurs maisons une couverture mixte "ardoise-genêt" : de l'ardoise côté sud (« il s'agirait là de montrer, du côté de la façade, une couverture différente de celle du plus bas de la hiérarchie paysanne ») même si les moins fortunés utilisent, comme les autres paysans, le genêt pour le reste de la toiture. Il fait aussi remarquer que certains Juloded étaient beaucoup plus aisés que la plèbe nobiliaire locale : en 1736, la maison de René Léon à Penher en Plounéour-Ménez dispose d'une surface habitable d'environ 300 m2, soit plus que celle de nombreux manoirs, d'ailleurs certaines maisons de juloded sont dénommées manoirs ; généralement la surface au sol des maisons de juloded est comprise entre 60 et 150 m2, mais comportent un étage auquel on accède par un escalier extérieur en pierre, et un grenier ; elles possèdent aussi souvent une aile en saillie, dénommée avancée en français (d'où l'expression "maisons à avancées") et apotheis, apotheiz ou kush-taol en breton.

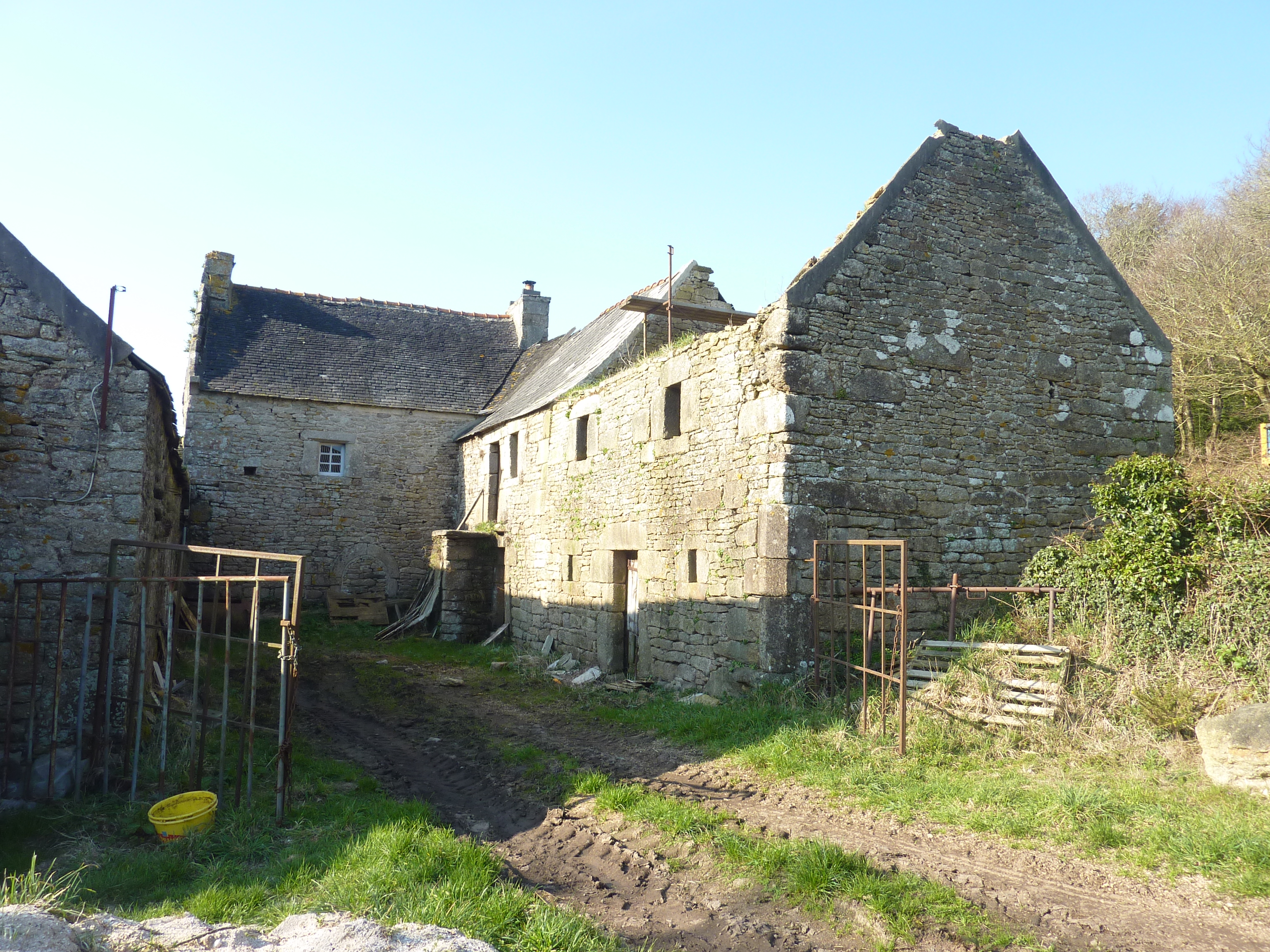
Plounéour-Ménez : Kermorvan, ancienne maison de Julod 1
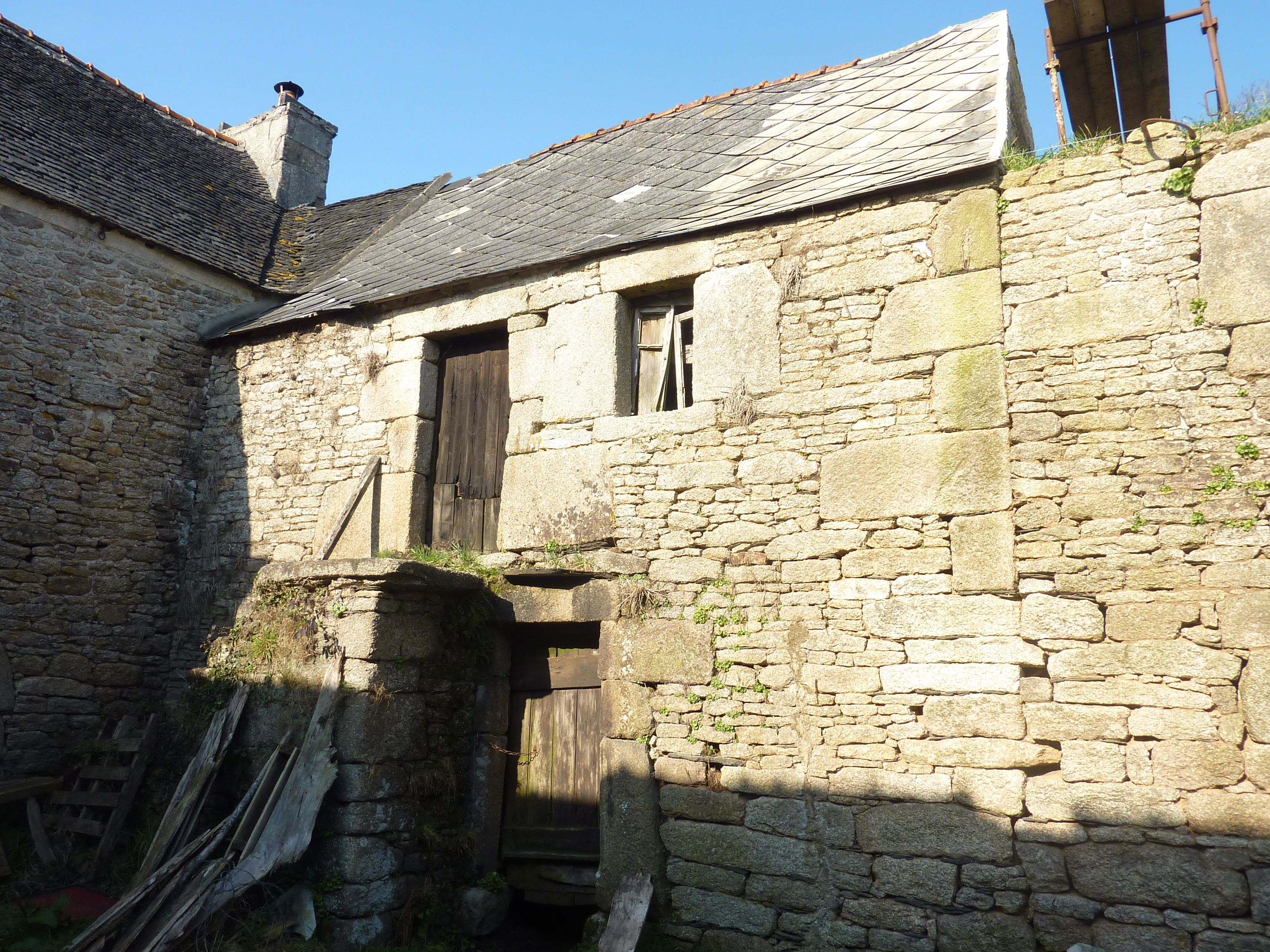
Plounéour-Ménez : Kermorvan, ancienne maison de Julod 2 (escalier extérieur visible)
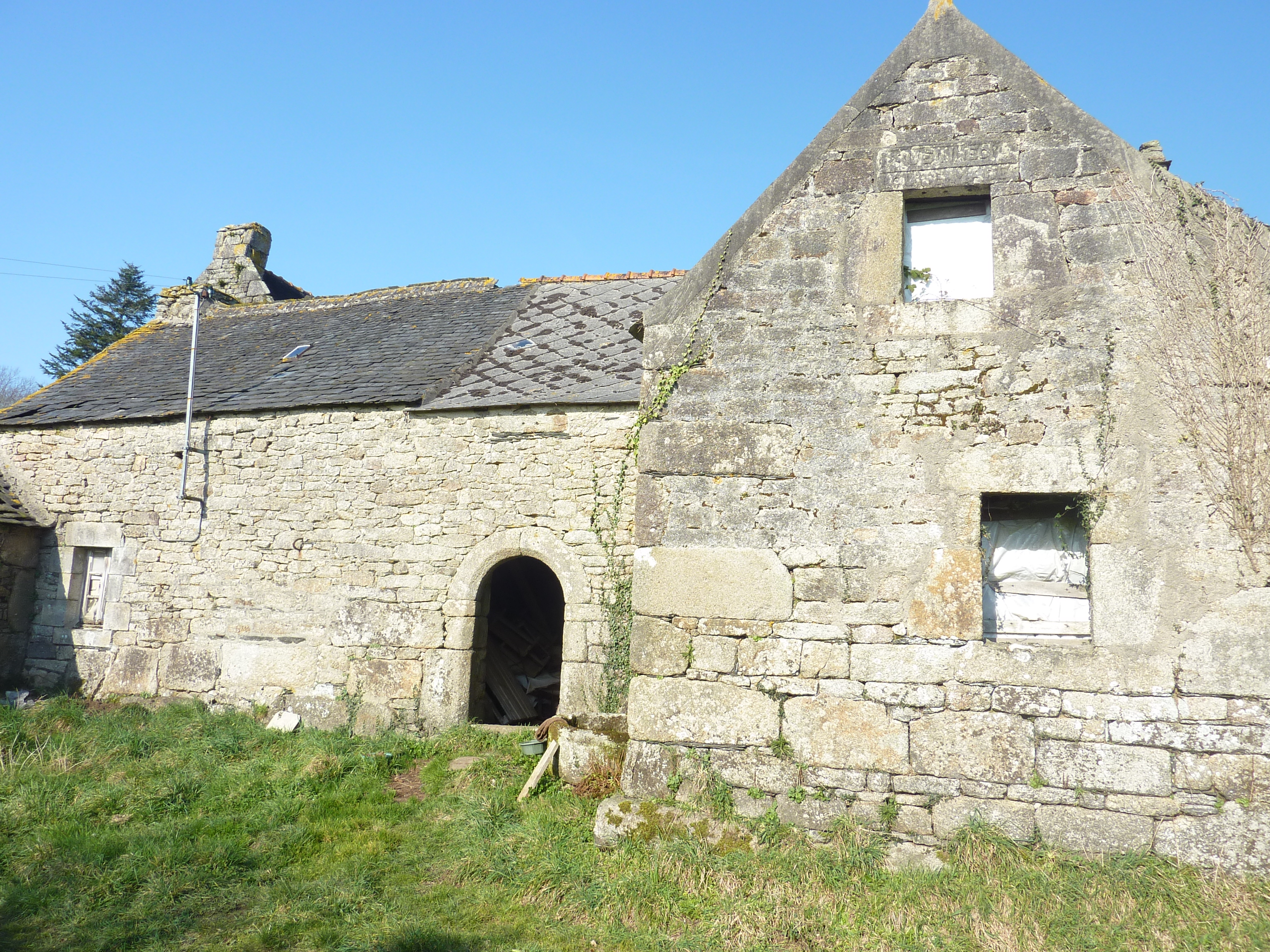
Plounéour-Ménez : Kermorvan, ancienne maison de Julod 3 (apotheis visible)
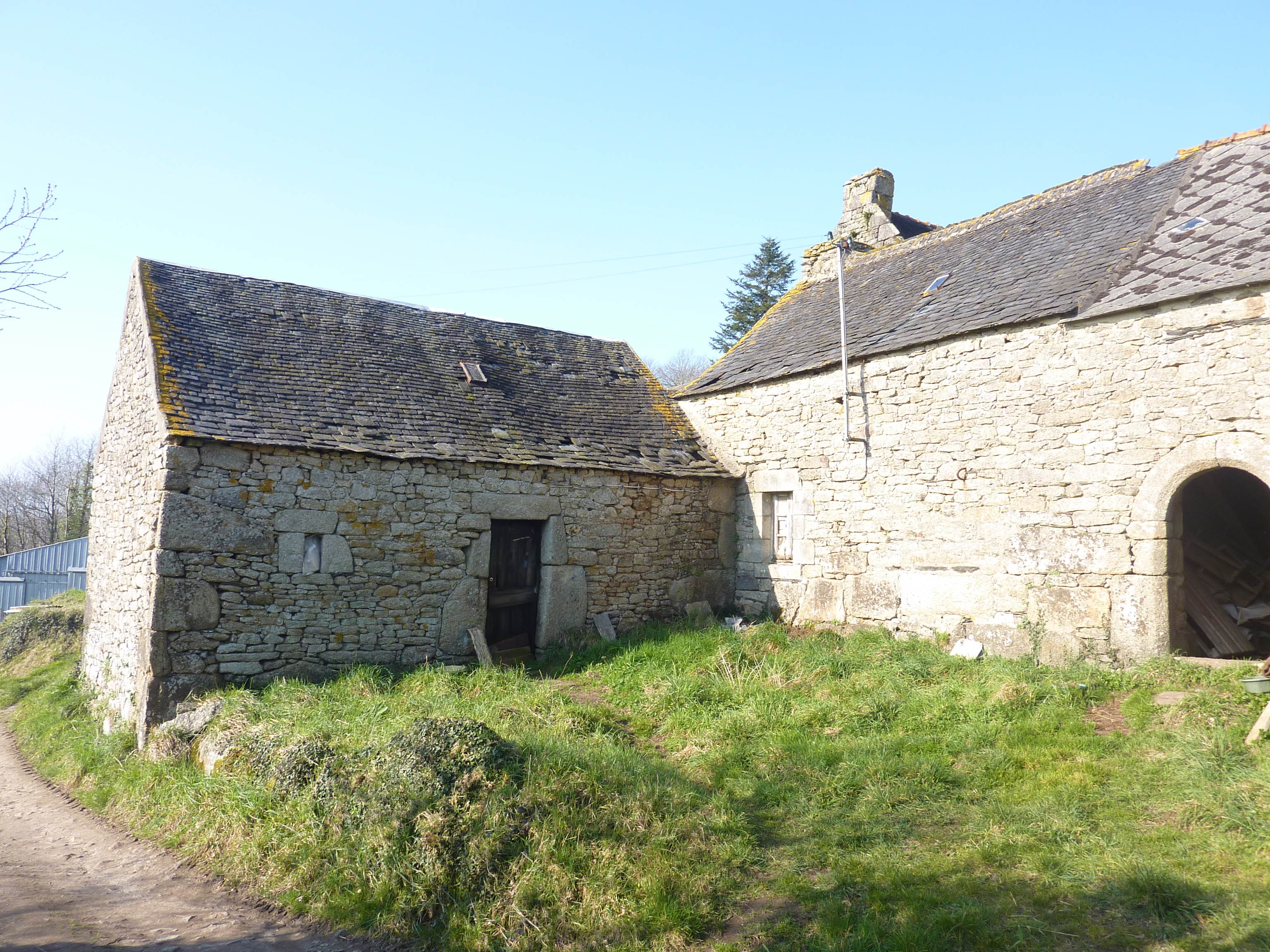
Plounéour-Ménez : Kermorvan, ancienne maison de Julod 4
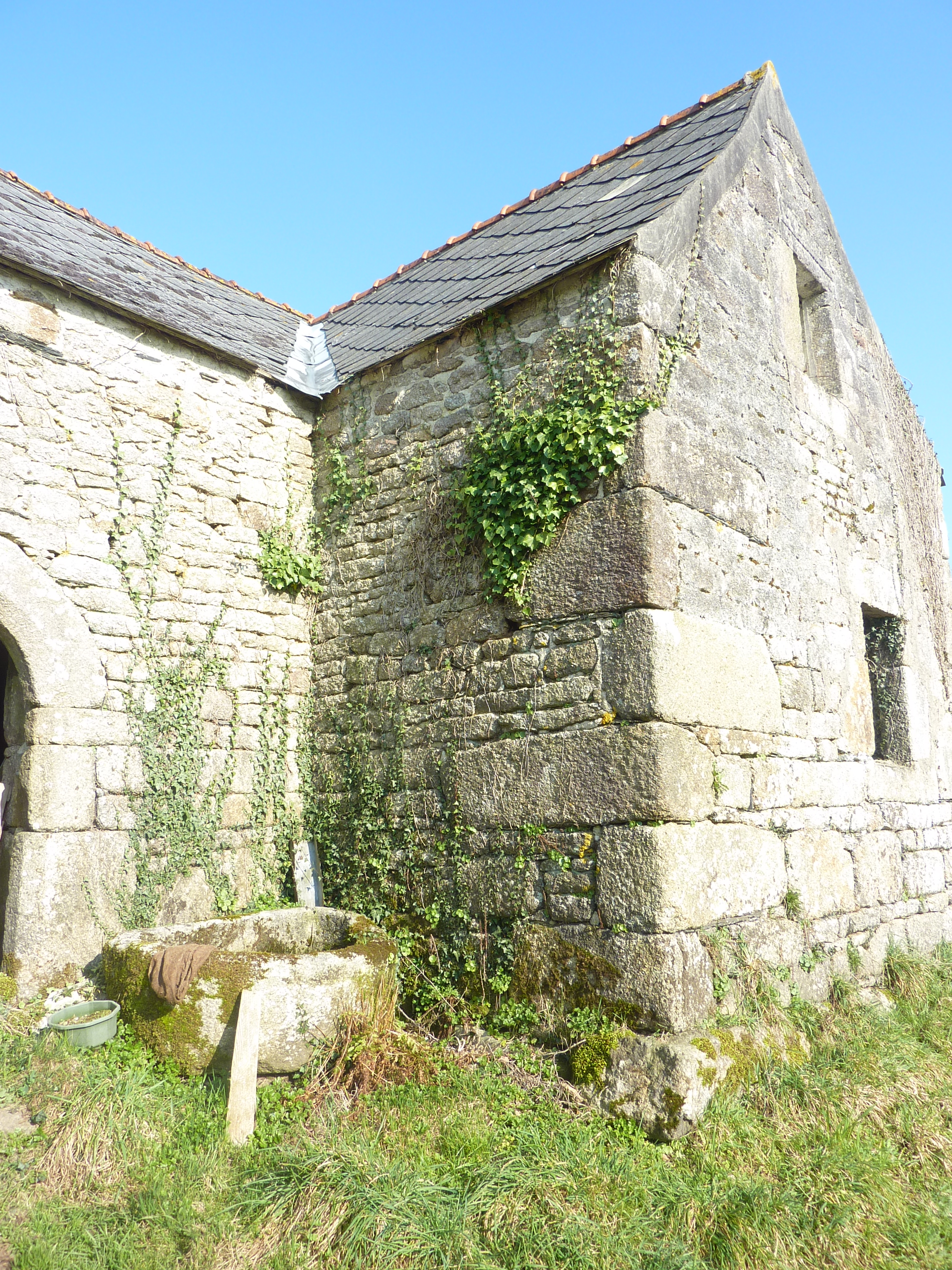
Plounéour-Ménez : Kermorvan, ancienne maison de Julod 5 (apotheis visible)

« Ces maisons respirent l'opulence : mobilier riche et abondant, importantes réserves de viande ; outre le lard et les andouilles qui pendent dans la cheminée, le saloir contient du bœuf et il arrive qu'il y ait du bon vin en cave. »

« Ce travail du lin profitait aussi (...) aux populations rurales. Richesse pour les  juloded  (...), aisance pour les paysans qui amélioraient ainsi leur ordinaire en tissant à domicile au cours des veillées, pendant les périodes où les conditions climatiques contrariaient le travail des champs. La forte dévotion de tous stimulait la générosité à l'égard des paroisses. Les "fabriciens-gestionnaires" des intérêts matériels des paroisses ont donc pu, grâce à l'argent du lin, faire bâtir (...) les enclos paroissiaux qui agrémentent le Pays Chelgen. Cela faisait travailler un grand nombre d'artistes et d'artisans d'art : architectes, peintres et doreurs, sculpteurs sur bois et sur pierre, orfèvres, tisserands de tissus précieux... Beaucoup d'entre eux étaient installés à Landerneau : Roland Doré (...), architecte et sculpteur au XVIIe siècle, ou la famille Febvrier (le plus réputé étant Benjamin, au XVIIIe siècle. »

#### L'activité toilière du lin et du chanvre

##### Le calendrier de la culture du lin en Bretagne
Le lin est en Bretagne une culture de printemps, semé traditionnellement aux alentours de la Saint-Georges (23 avril) ; il fleurit aux environs de la Saint-Pierre (sa fleur, couleur bleu lavande, ne dure guère plus d'une journée) et il est prêt à être récolté vers le 14 juillet. C'est une plante qui a besoin de beaucoup d'eau pour croître et qui aime des terres légèrement acides.

##### Les principales étapes du travail du lin
- L'égrenage : la récolte des capsules de lin se fait grâce à un peigne à égrener aux dents en fer longues et serrées.
- Le rouissage : le lin en gerbes est plongé dans de l'eau pour une durée d'environ une semaine ou un peu plus pour dissoudre la gaine qui entoure la fibre sous l'action des micro-organismes contenus dans l'eau. Parfois on se contentait d'étendre les gerbes de lin sur un pré, où elles étaient alors exposées à la pluie et à la rosée.
- Le teillage : les tiges de lin sont broyées dans des braies à lin pour être séparées de la chènevotte (bois situé au cœur de la tige de lin) et transformées en filasse. Un autre outil parfois utilisé pour le teillage est la macque.
- Le peignage : opération qui consiste à démêler la filasse grâce à un peigne à peigner le lin (brosse avec des dents en fer).
- Le filage : travail dévolu aux femmes et aux jeunes filles, la filasse est filée à l'aide de rouets (les fils cassés ou de mauvaise qualité sont transformés en étoupe).
- Le blanchiment : il s'effectue dans des kanndi ou "maisons à buée"[23], implantés généralement à proximité d'un cours d'eau mais à l'écart des habitations en raison des odeurs, avec une cheminée à l’un des pignons, une ou deux portes et parfois des fenêtres, consacrés au blanchiment du lin. « Un kanndi se présente sous la forme d'une petite bâtisse couverte de gled (chaume, genêt) ou d'ardoises. Il est construit avec les matériaux trouvés sur place : schiste, moellons »[14]. À l'intérieur se trouve un douet où les fibres de lin étaient mélangées à de la cendre, étaient foulées dans d’immenses auges en granite (cuve de buanderie), parfois mais plus rarement en bois, disposées le plus souvent à l’autre pignon, près de la cheminée indispensable pour chauffer l'eau. On en voit encore quelques-uns dans la campagne plounéourienne[24], au village de Resloas par exemple qui en comptait trois au début du XIXe siècle. 330 kanndi ont été recensés dans le Pays de Landerneau-Daoulas (il en existait aussi ailleurs, à Kergrenn en Saint-Urbain, à Kerloussouarn en Dirinon, à Tromelin et Kerjestin en Tréflévénez, à Leslurun et Kergoat au Tréhou, à Botlavan en Ploudiry, etc.) et près de 230 kanndi dont des traces subsistent ont été recensés sur les trois communes de Plounéour-Ménez, Commana et Sizun. Cette activité s'effondra lors des guerres de la Révolution française et de l'Empire, en partie à cause du Blocus continental.

Alimenté par l'eau d'une source, un douet servait à rincer le fil. Les dalles de schiste appelées "repamoirs" permettaient de reposer les écheveaux. Après une journée passée dans le kanndi, le fil était rapporté près de la maison. Il y était étendu sur le courtil et le soleil poursuivait le blanchissement durant 15 jours. Le cycle était répété de 6 à 9 fois et il fallait plusieurs mois avant d'obtenir un blanchissement correct. Un kanndi pouvait ainsi blanchir chaque année assez de fil pour fabriquer une centaine de toiles d'environ 120 mètres de long et de 0,90 m de large.
- Le tissage : les fils de lin étaient préalablement enroulés sur des ourdissoirs (ou ourdoirs) pour obtenir un ballot de lin prêt à être tissé. Le tissage était pratiqué dans les fermes, comme complément au travail agricole; il faut travailler dans une atmosphère humide pour conserver au lin sa souplesse et ce travail était aussi bien effectué par les hommes que par les femmes.
- Les toiles de lin ainsi obtenues étaient dénommées crées dans l'évêché de Léon : pour pouvoir être vendues sous cette appellation, elles devaient être contrôlées par le "bureau des toiles" de Landerneau, classées par catégories et estampillées par un sceau garantissant leur qualité; les pièces défectueuses, trop courtes, etc. étaient refusées et leurs fabricants condamnés à des amendes.

##### Les métiers du lin et de la toile

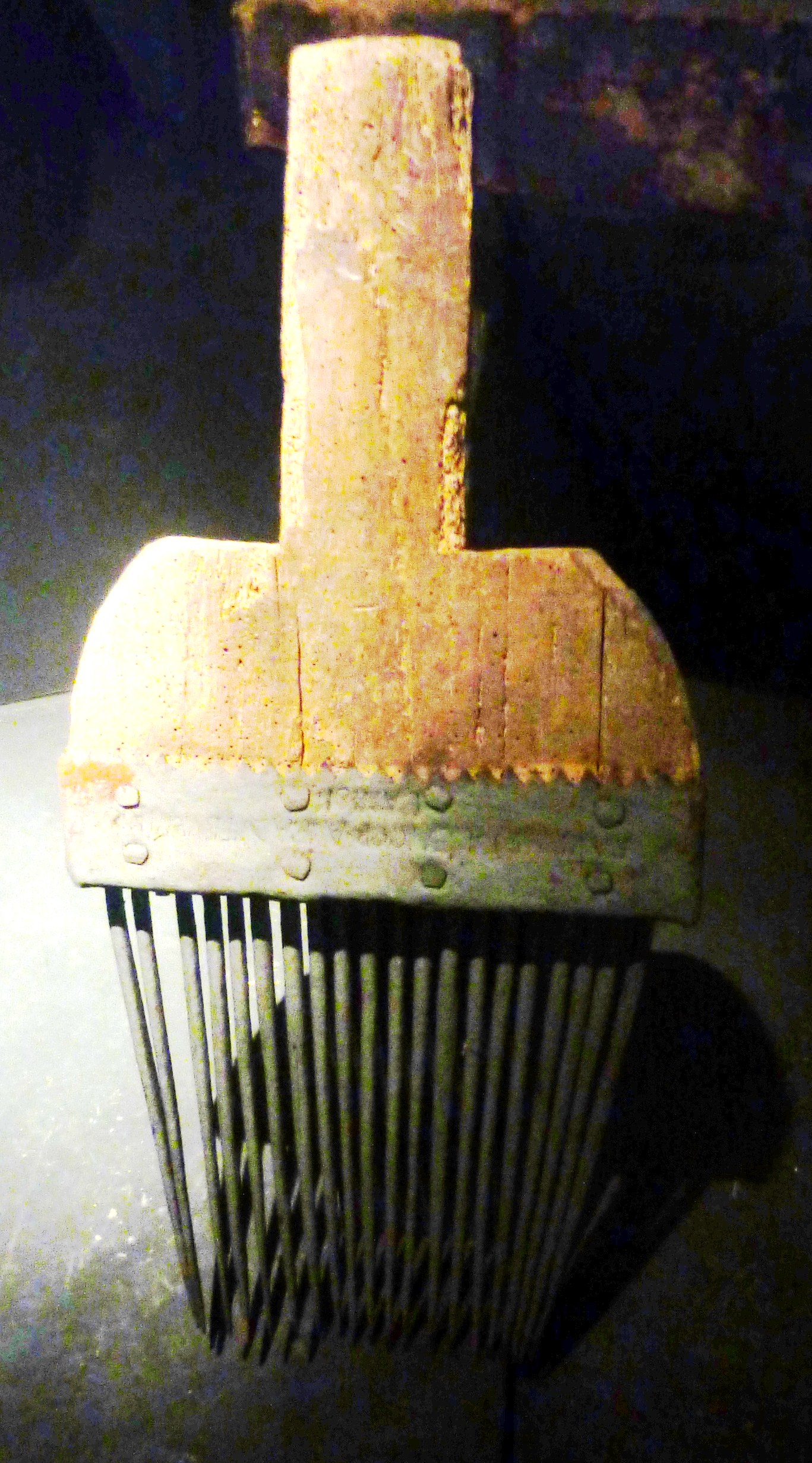
Égrugeoir à lin (exposé aux Moulins de Kerouat en Commana)

- les buandiers, nombreux à travailler dans les kanndi.
- les fileuses (métier essentiellement féminin)
- les tisserands ou texiers
- les teinturiers
- les plieurs de toile (métier important car les plieurs de toile ont la responsabilité de plier la toile selon la règle, au risque sinon de voir la toile être refusée lors des contrôles).
- les ourdisseurs (qui réunissent les fils d'une étoffe pour les tendre avant le tissage)
- les dévideuses
- les peigneuses
- les lamiers (ouvriers qui préparent les lames d'or et d'argent pour les étoffes)
- les emballeurs ou pacqueurs (qui mettent en balle les toiles et les recouvrent pour les protéger, avant de lier les paquets)
- les fabricants (qui sont en fait les donneurs d'ordre, pour le compte desquels travaillent les autres professions).
- etc.

##### L'exemple du lin et du chanvre à Saint-Thégonnec
C'est la culture et le tissage du lin et du chanvre qui a permis la construction des enclos paroissiaux. Les revenus paroissiaux quadruplent à Saint-Thégonnec entre 1612-1613  et 1697-1698.
Pendant des siècles, les paysans ont cultivé lin et chanvre en Bretagne et en ont fabriqué des toiles à l’usage domestique et agricole. Vers le XVe siècle, une industrie de la toile s’est progressivement mise en place : la manufacture des créées du Léon (la créée était le nom de la pièce de toile). Le fil est blanchi avant la confection des toiles. Il suffit pour cela d’une buanderie de la taille d’une petite maison. En breton, on lui donne le nom de "kanndi" qui se traduit littéralement par "maison à blanchir". Quelques-uns de ces kanndi ont survécu jusqu’à nos jours au prix de diverses transformations. Le kanndi le mieux conservé est celui kanndi du Fers à Saint-Thégonnec, restauré en 1996, mais sept autres kanndi se trouvent dans un rayon de 500 mètres autour de celui-ci.
Pendant deux siècles, on a roui le fil de lin à l’eau tiède dans ces cuves après l’avoir enduit de cendres de hêtre. Le rinçage se faisait dans le canal en pierre de schiste qui traverse le bâtiment. Le blanchiment continuait au soleil. L’opération était renouvelée plusieurs fois. Il fallait au total trois mois pour livrer un fil suffisamment blanc pour être tissé.

La commune de Saint-Thégonnec s'est enrichie grâce au marché du lin, florissant entre le XVe et le XVIIIe siècle, donnant naissance à une véritable caste paysanne, les juloded. Les cultures se faisaient sur la commune, puis le lin était exporté par le port de Morlaix. Plus généralement, le lin était cultivé par les paysans dans le nord du Léon puis tissé dans le sud. Après le tissage, les toiles pouvaient enfin être chargées sur des navires en partance pour l'étranger. Les marins anglais venaient dans les ports acheter ces toiles de lin. De nombreuses familles se sont alors enrichies et ont participé à la construction de l'église. Mais la décision politique prise par Colbert de taxer les toiles de lin anglaises stoppa la prospérité de l’ouest breton.
« Saint-Thégonnec est un peu le bouquet final de l'art des enclos. (...) D'abord sans doute parce que Saint-Thégonnec a été la paroisse la plus riche à l'époque de la prospérité des toiles de lin. Et puis cette prospérité s'est prolongée plus longtemps qu'ailleurs, jusqu'au milieu du XVIIIe siècle. Alors cela explique que les paroissiens aient pu plus longtemps embellir, agrandir, rehausser leur église pour la mettre tout simplement au goût du jour. Il suffit de voir qu'elle a deux clochers. D'abord une flèche gothique, qui s'est trouvée démodée au bout de quelques années. Alors, à ce moment-là, au début du XVIIe siècle, les paroissiens ont construit une grande tour avec un dôme Renaissance ».

##### L'exemple de la berlingue et de la bure à Irvillac
Des "paysans-fabricants-marchands", par exemple Guillaume Keromnes, de Mezavern, étant semblable à celui des juloded du Haut-Léon voisin. En régression pendant la seconde moitié du XVIIIe siècle (on recensait encore 10 marchands de berlingue à Irvillac en 1797), la fabrication de berlingue et de bure semble avoir disparu pendant la première moitié du XIXe siècle.

##### Le bureau des toiles
Depuis le règlement du 7 février 1736, l'activité du "bureau des toiles" de Landerneau est strictement réglementé : deux inspecteurs marchands assurent le contrôle des crées, aidés par un commis préposé à l'apposition des marques dont les coins sont changés chaque année le 2 janvier. Les toiles trouvées conformes sont marquées et mises en vente le jour même dans les halles. Les pièces jugées non conformes peuvent l'être pour des causes très diverses : trop courtes, insuffisamment larges, pas assez blanches, de trame irrégulière ou pas assez serrée, faite de fils inégaux, ou toute autre cause.

### Les tanneries: l'exemple de Lampaul-Guimiliau

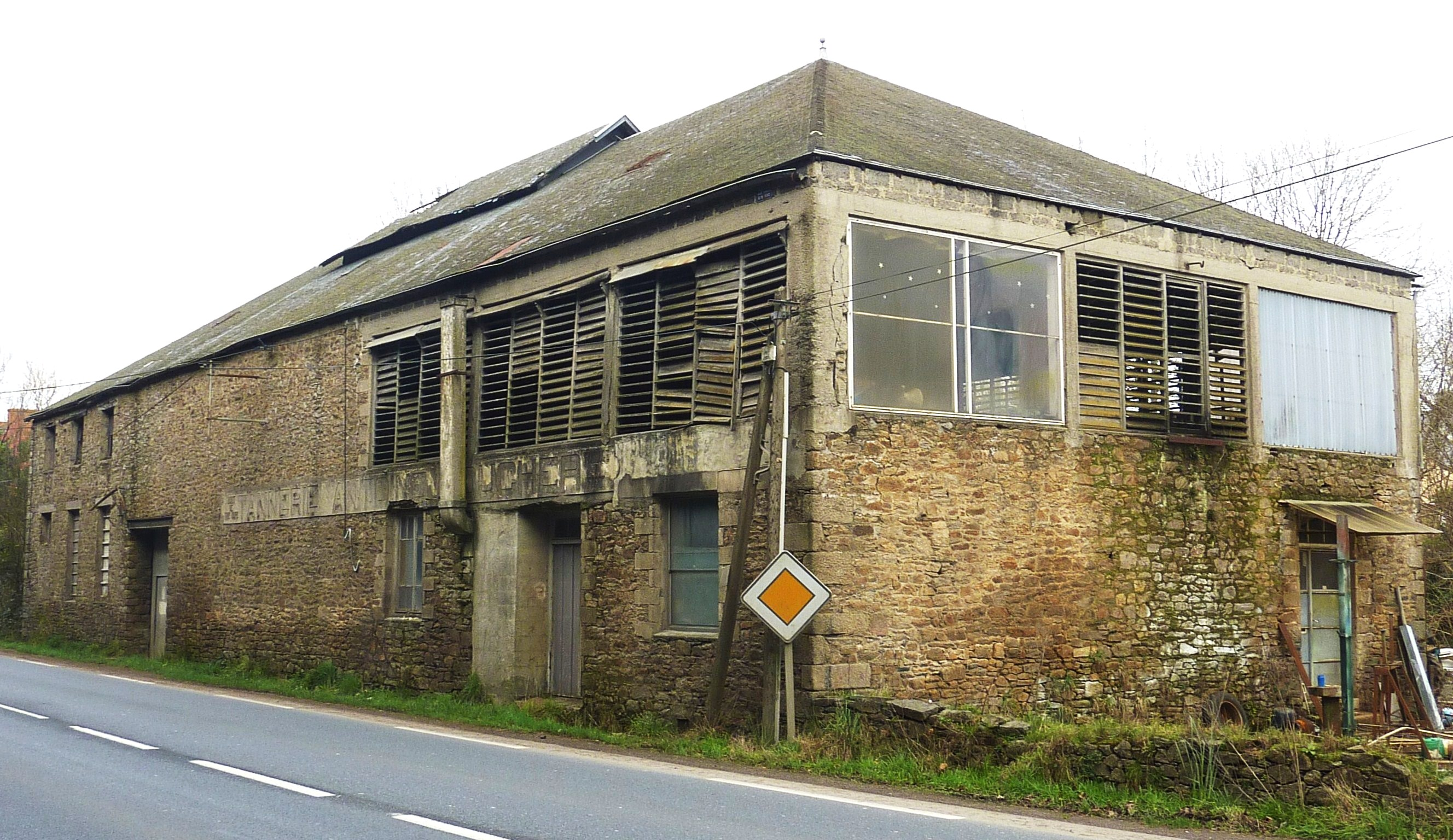
L'ancienne tannerie Antoine Foucher (état en 2011)

Depuis le Moyen Âge au moins, des tanneries ont fonctionné dans le bassin de l'Élorn en raison de la qualité de ses eaux : en 1794, 160 tanneries étaient recensées dans le district de Landerneau, et particulièrement dans la région de Landivisiau, cette ville possédant 55 tanneries en 1811 ; une tannerie employait généralement de 4 à 15 ouvriers. Par exemple en 1785, Jean Abgrall, marchand tanneur à Roc'h Aouren, et son épouse Marie Kerbrat, achètent à Jean Pouliquen et Barbe Martin, son épouse, pour cent livres en contrat perpétuel et transmissible aux héritiers un droit d'utilisation d'un jour par mois, le vendredi de la quatrième semaine.

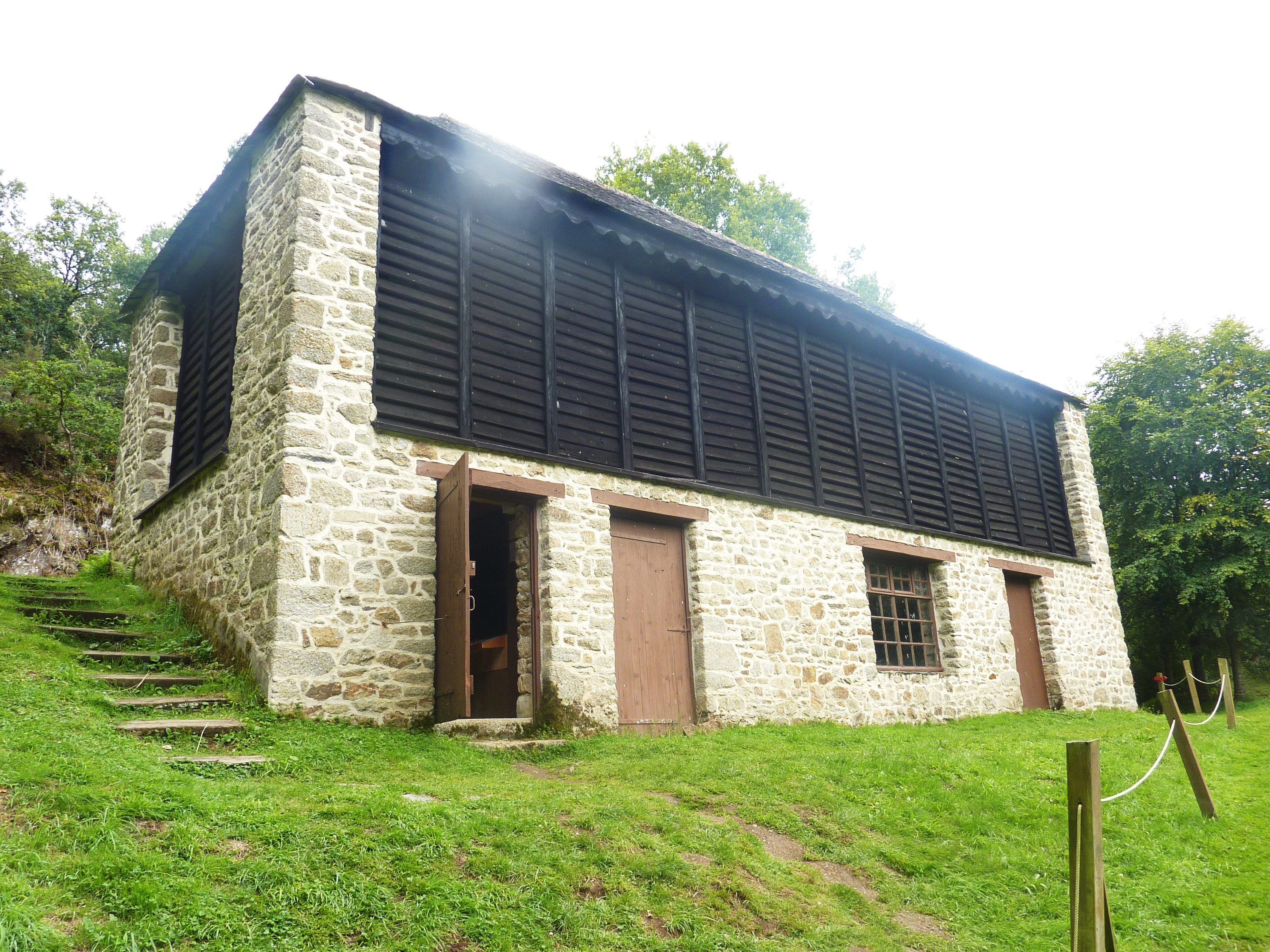
L'ancienne tannerie Abgrall de Lampaul-Guimiliau, reconstruite sur le site des Moulins de Kerouat en Commana)

À Lampaul-Guimiliau même, 37 tanneries étaient recensées en 1795, qui semble avoir été la période d'apogée de cette activité, qui décline ensuite dans le courant des XIXe siècle et XXe siècle : en 1935, Landivisiau ne comptait plus que 16 tanneries et Lampaul-Guimiliau 12, la plus importante étant la tannerie Abgrall qui en 1925 emploie 10 ouvriers. Cette tannerie ferme en 1955.

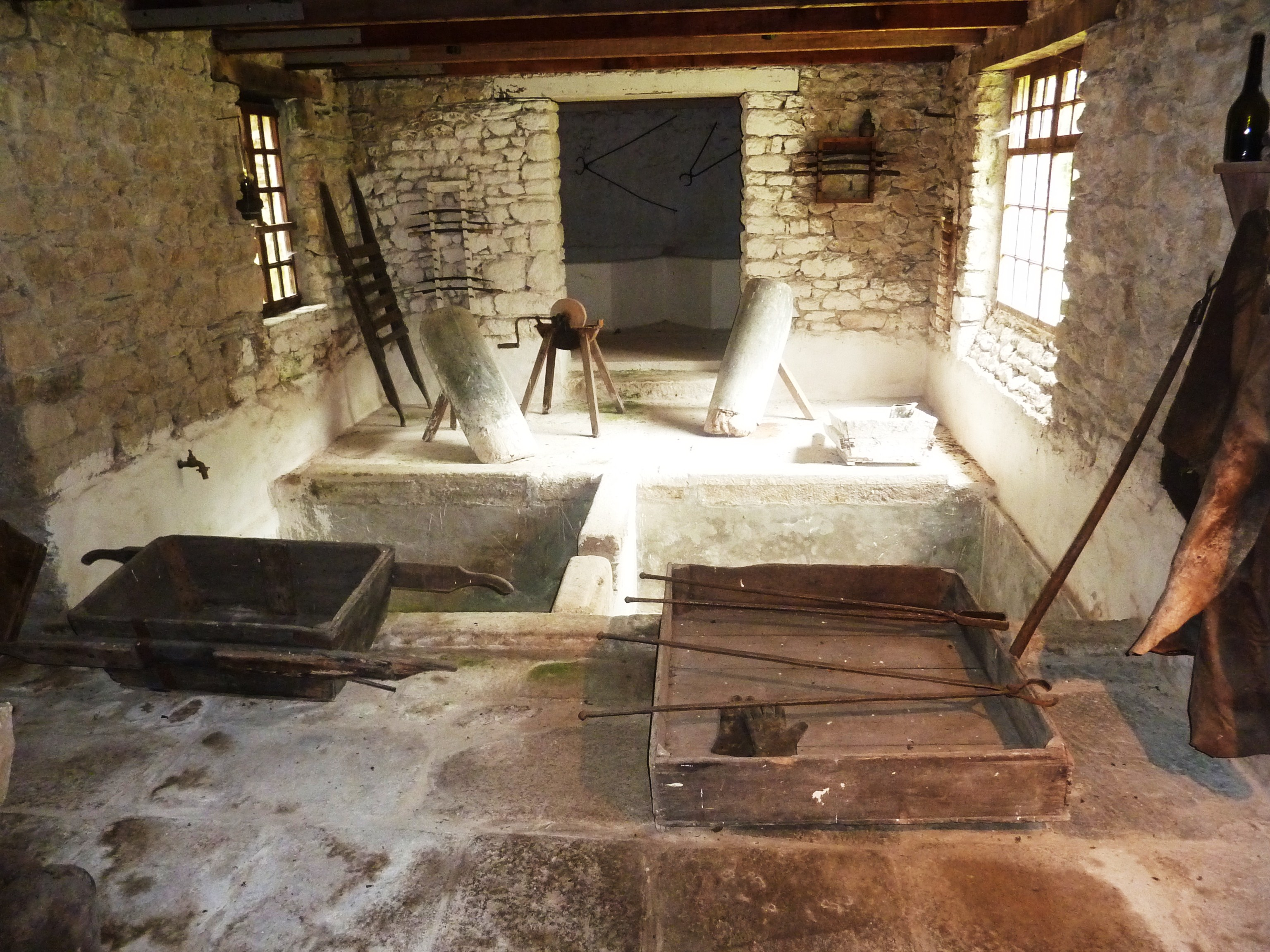
Vue intérieure de l'ancienne tannerie Abgrall (désormais sur le site des Moulins de Kerouat)

En amont de cette activité économique, des moulins à tan se sont développés à proximité de Lampaul-Guimiliau à Lézerarien (en Guiclan), Bauchamp et Milin Gouez pour extraire le tanin. La récolte de l'écorce de chêne, le tan, mis en fagots, était faite par les kigners au printemps au moment de ma montée en sève à l'aide d'un couteau spécial à tranchant circulaire dans toute la région. Les moulins à tan broyaient cette écorce pour la réduire en fines particules.
En aval de l'activité des tanneries, le tan usé était piétiné, séché et mis dans des moules pour confectionner des mottes qui servaient ensuite de combustible. Les tanneries pouvaient en tirer un bon revenu : celle de Miliau-Bodros, à Traon-ar-Vilin, vendit par exemple en 1786 pour 462 livres de « mottes à faire feu, des écorces moulues et à moudre ». Outre les peaux tannées, rien n'était perdu : les poils des peaux étaient vendus à des fabricants de feutre ou servaient de bourre pour la fabrication des cartouches; les graisses servaient à faire du savon ou de la colle. Vers la fin du XIXe siècle, 4 usines de fabrication de colle étaient implantées près de Lampaul-Guimiliau au Pontic-Roudourou, à la Montagne, à Casuguel et à Mestual.
Cette activité était source de nombreuses nuisances : les odeurs répugnantes, la puanteur, particulièrement lors de l'ébourrage et de l'écharnage, liées entre autres à la putréfaction des chairs mortes, obnubilent les gens et expliquent que les tanneurs étaient méprisés, traités en parias. Le duc Jean III de Bretagne qualifie de « vilainâtres » ceux qui « s'entremettent de vilains métiers » comme « écorcheurs de chevaux, de vilaines bêtes » ; il les qualifie d'« infâmes » et ils ne peuvent pas être « sénéchal, juge, (...), témoin, (...) ». Les rejets des eaux usées des tanneries contenant des restes de poils, de la chaux, des sels et du tanin aboutissaient dans l'Élorn, provoquant une raréfaction des poissons, en particulier des saumons.

### Le portrait des juloded

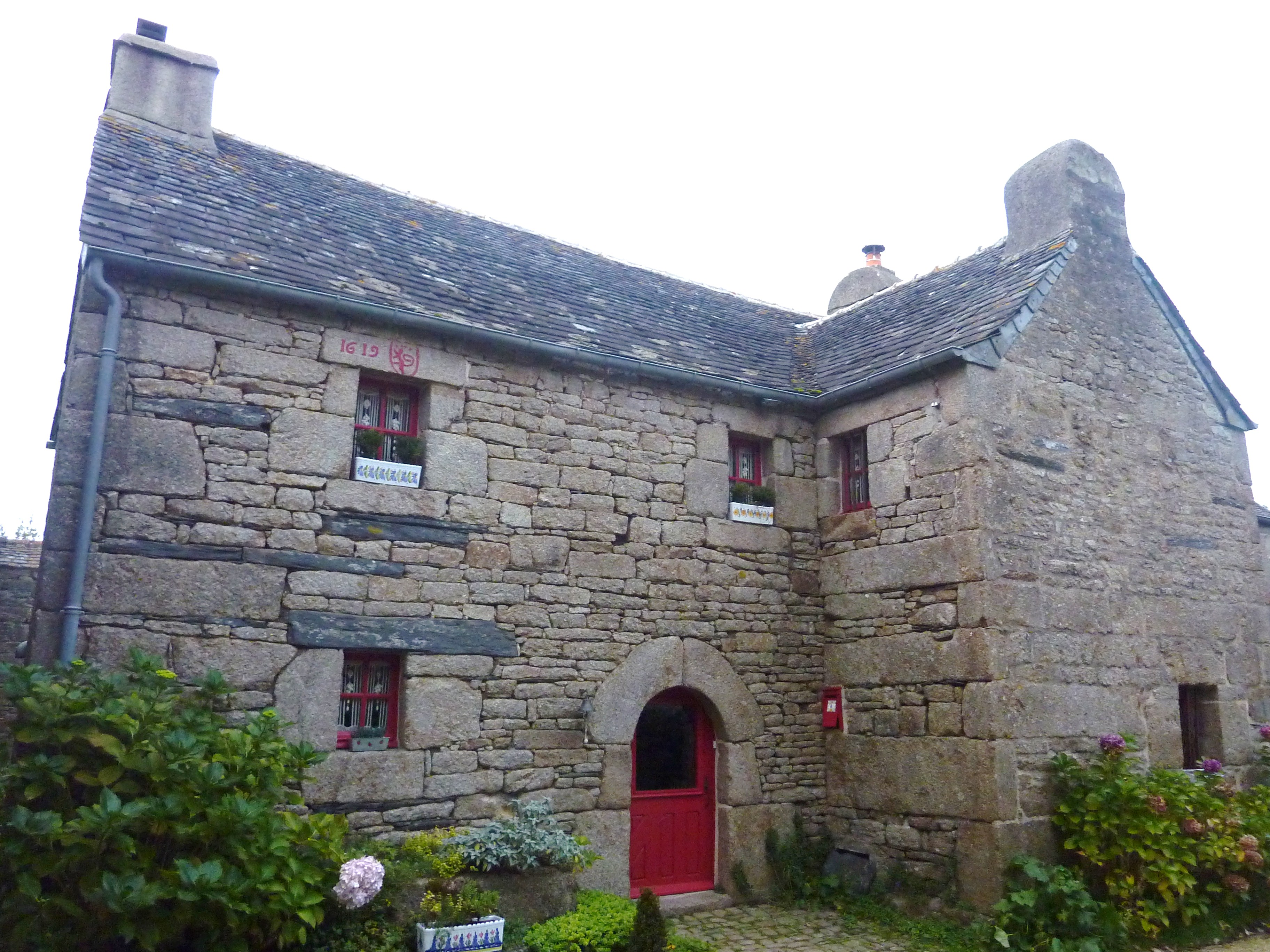
Maison de "julod" datée de 1619 et portant les armes des seigneurs de Coatlosquet dans le bourg de Plounéour-Ménez

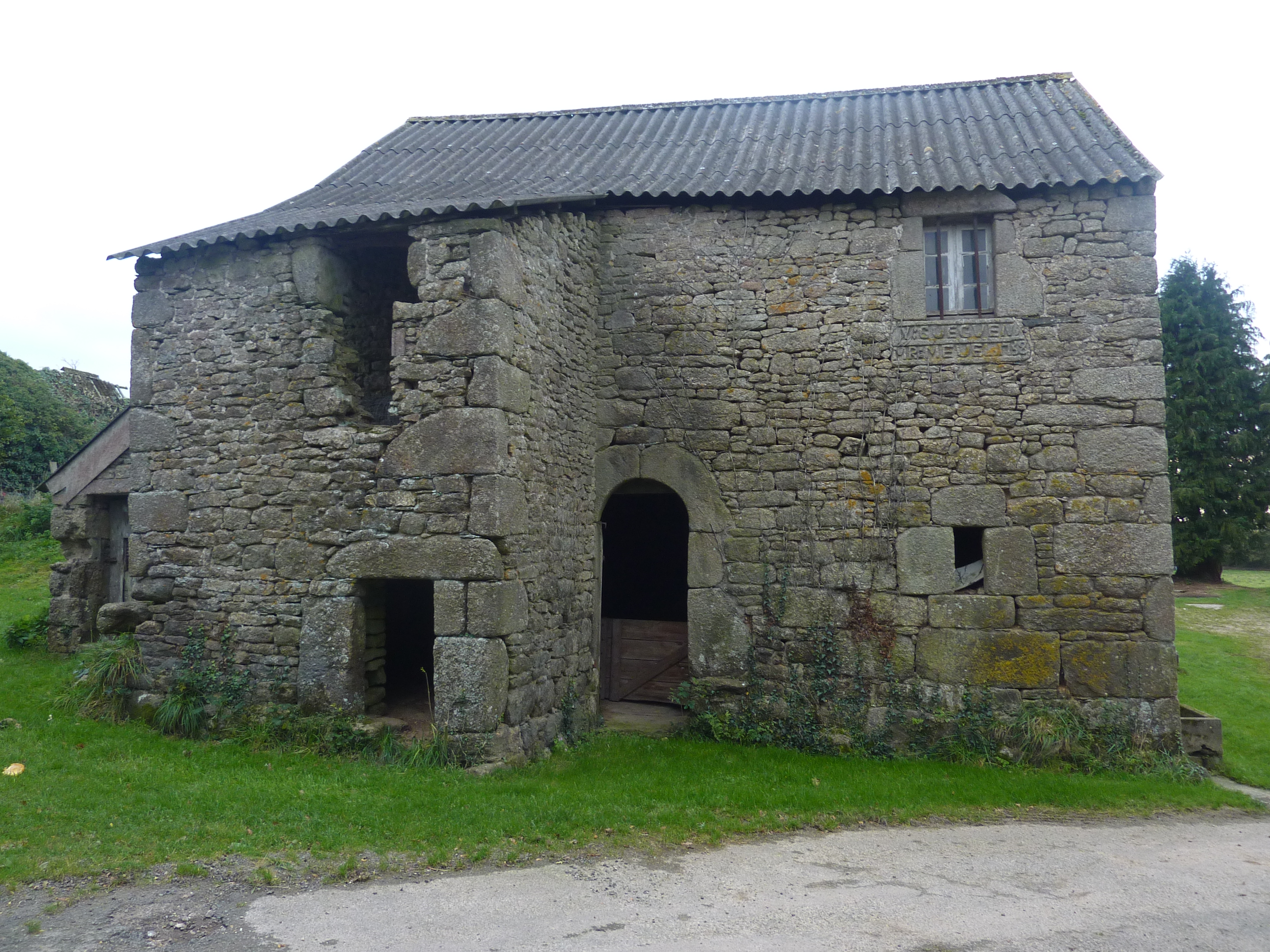
Maison d'un couple de juloded, Yves Guéguen et Marie Mével, à Kergavan en Plounéour-Ménez datant de la première moitié du XVIIIe siècle

Cette "aristocratie paysanne" comme on l'a appelée (on les qualifiait de "demi-nobles") était limitée à quelques familles de propriétaires ruraux, qui tiraient leur aisance "initiale" de la fabrication et surtout du commerce de la toile.
« Ils sont vêtus en très bon drap noir ; ils portent toujours du beau linge blanc et leur costume est absolument et identiquement le même que celui que l'on portait sous Louis XIV » écrit Gilbert Villeneuve en 1828 en parlant des juloded de Lampaul-Guimiliau. Bachelot de la Pylaie fait une observation analogue en 1843 :« Le costume des paysans n'a pas changé depuis que Vauban le leur apporta ». Alfred de Courcy va dans le même sens décrivant « le chapeau à larges bords, entouré de plusieurs rangs de chenille et souvent orné d'une plume de paon, un habit assez semblable à celui des bourgeois de Molière, trois ou quatre gilets superposés, une ceinture de cuir ou d'étoffe à carreaux, des bragou brai (culottes bouffantes), ... ». Toujours selon Alfred de Courcy, les couleurs des costumes varient toutefois : le paysan de Saint-Pol-de-Léon est en vert, celui de Lesneven en bleu, celui de Plougastel en rouge cramoisi, celui de Saint-Thégonnec en noir, celui des régions proches des Monts d'Arrée en brun.
Tous les témoignages vont dans le sens d'une certaine prétention quelque peu surannée comme l'illustre cette description valable pour la première moitié du XIXe siècle :

« Le julod ne travaille pas de ses mains. Ce seigneur paysan vit noblement. Il commande ses domestiques, qui peuvent dépasser la vingtaine, se consacre aux foires, aux loisirs et, éventuellement à la politique. Tel "julod" de Guiclan, qui habite trop près du bourg pour utiliser son tilbury, ne va jamais à la messe qu'escorté de ses domestiques. Le maître précède, coiffé du chapeau à boucle et ruban, sanglé dans son "turban" (large ceinture de flanelle ou de cotonnades à carreaux, et bombant le torse dans son rigide plastron blanc. Il occupe le milieu du chemin, cependant que les valets, à distance respectueuse, suivent sur les côtés, en double file. (...) Le "julod" n'admet pas à sa table ses domestiques. »

Les juloded emploient une assez nombreuse domesticité : entre 4 et 10 domestiques par exploitation à Ploudiry à la veille de La Révolution française. Beaucoup deviennent très riches : Guillaume Le Hir, de Guiclan, laisse à sa mort en 1720 plus de 47000 livres de biens meubles, dont 36.850 livres de fils et toiles, sans compter la terre. Jean-François Brousmiche a écrit vers 1830 qu'il existait « dans Ploudiry des cultivateurs marchands de toile qui posséd[aient] des fortunes de six, dix et même douze mille francs de revenu » et à Lampaul-Guimiliau « des tanneurs qui posséd[aient] depuis trois mille jusqu'à cinquante mille francs de revenu ». Guillaume Abgrall, paysan-marchand de toile du village de Roholloc en Ploudiry, né en 1702 et décédé en 1733 laisse un héritage d'une valeur de 7657 livres selon son inventaire après décès  dont 1 130 livres de « toiles » et 3 500 livres de fil blanc ou écru et Charlotte Berthou, de Botlavan, aussi en Ploudiry, laisse à sa mort en 1742 un patrimoine de 20 256 livres dont 73 % consiste en toile ou fil.

« Ces marchands sont des personnes aisées : la valeur totale des biens inventoriés chez eux représentent au moins le quintuple de ce que possèdent la majorité des habitants de Plounéour-Ménez ; c'est-à-dire au moins 2 000 livres contre 400 livres, au début du XVIIIe siècle. (...) François Croguennec, qui en 1765, se fait construire une imposante demeure à Kergaradec-Bihan (depuis 1857 en Loc-Eguiner-Saint-Thégonnec), le fil et la toile représentent 62 % de la valeur totale des biens inventoriés sur l'exploitation (...) qui porte sur plus de 10 000 livres. »

Les Juloded dominaient le "corps politique" des paroisses concernées : en 1700, le greffier de la fabrique de Plounéour-Ménez se plaint qu'il est « difficile de trouver tous les douze [membres] ensemble pour délibérer à cause des voyages qu'ils font fréquemment au sujet de leur commerce ». Par exemple, René Léon, qui construisit une  imposante maison au Penher, entre au conseil de fabrique en 1716, y est renommé en 1738 ; Jean Le Maguet, autre Julod, qui a construit à Ty-Dreuz, y entre la même année.

### Une caste très fermée et conservatrice
« On naissait julot, il n'était pas possible de le devenir. Ceci était lié à la notion même de famille : la famille était la seule réalité sociale du groupe et celui-ci formait une gens, une sorte de cousinage où les cognats, avaient la même importance que les agnats. (...) C'était indiscutablement un vrai "groupe ethnique" au sens technique du terme, avec les frontières qui le constituaient et en assuraient la permanence et la reproduction ». On se mariait à l'intérieur de la caste, d'où la fréquence des mariages consanguins. À Guiclan, « seuls les Quéinnec, Breton et Guillou appartenaient à la kenta troc'h (la "première coupe" [de lin]), qui elle-même dominait l' eil troc'h (la "seconde coupe") ».
L'endogamie se perçoit à travers les homonymies, mais aussi par les maisons jumelles, utilisant un pignon commun constituant un axe de symétrie entre les deux bâtisses, qui datent essentiellement du XVIIe siècle, dont plusieurs exemples sont encore visibles à Plounéour-Ménez : à Kerfrecq, deux maisons jumelles (l'une est datée de 1652) portent sur le linteau de leur porte d'entrée les noms de leurs constructeurs: Kerdilès-Pouliquen pour l'une, Kerdilès-Croguennec pour l'autre ; l'une a été transformée en maison à avancée (apoteiz) en 1740.
À la manière des cadets des familles nobles, les enfants des juloded « fournissent largement au recrutement du clergé » a écrit André Siegfried  qui notait aussi : « Tous les Bretons sont religieux ; le Léonard, lui, est clérical. Le Léon est une théocratie ». Ils achetaient aux enchères le droit de porter, lors des cérémonies religieuses, la croix, les bannières et les reliquaires. Certains font même preuve de religiosité, voire de superstitions, en faisant par exemple graver le monogramme du Christ ("IHS") sur la façade  afin de protéger leur maison. Plusieurs Juloded semblent avoir eu à domicile des "prêtres habitués", c'est-à-dire à leur service et résidant chez eux, par exemple dans la paroisse de Plounéour-Ménez chez Anne Pouliquen à Kermorvan et chez Guillaume Nicolas à Lesménez. Le cléricalisme des juloded était toutefois à relativiser : s'ils ont su être généreux lors de la création des enclos paroissiaux aux XVIe siècle et XIIe siècle, ils pouvaient aussi être très avares comme l'illustre cette description du comportement des juloded de Guimiliau à la fin du XIXe siècle et au début du XXe siècle.
Jean Sévézen (1817-1890) fut recteur de Guimiliau entre 1861 et 1872 ; il a écrit à propos des "Juloded" (paysans enrichis par le commerce de la toile ou des tanneries) de Guimiliau :

« Les habitants de Guimiliau et des paroisses voisines sont essentiellement orgueilleux. Avec cela, ils sont ignorants, et dans leur ignorance, ils se croient plus que les autres, même plus que leurs prêtres. (...) Outre l'orgueil et la fierté, ce qui caractérise le plus les habitants de Guimiliau, c'est l'avarice, et même l'avarice la plus sordide pour leur église et pour leurs prêtres. Il y a telles gens dans la paroisse qui n'ont jamais donné un centime aux marguillers de l'église et qui s'en vantent. Ils conseillent même aux autres de ne rien donner au Saint, qui, disent-ils, est plus riche qu'eux, ni aux prêtres qui, selon eux, ont toujours assez puisqu'ils sont rétribués par le gouvernement. Ils sont enchantés quand ils voient embellir leur église, mais ils se refusent à y contribuer. C'est là l'affaire des prêtres, puisque ce sont les prêtres qui en usent le plus. Le croirait-on ? Il s'est vu dans la paroisse des gens qui ont dix-huit cents francs ou deux mille francs de rente, et qui ont osé donner trois sous aux prêtres pour leur quête. C'est si peu de chose que je n'ai pas cru digne de moi de faire la quête du prédicateur après Pâque : je l'ai toute laissée à mon vicaire. »

Un des successeurs de Jean Sévézen, Louis Keraudren, qui fut recteur de Guimiliau entre 1897 et 1912, écrit en 1905 que les juloded membres du conseil de fabrique « lui chicanaient quelques sous pour l'achat d'un drap mortuaire ». Il accusa même certains juloded de piller l'argent du conseil de fabrique qui, au lieu d'être enfermé dans le coffre à trois clefs du presbytère, se trouvait déposé dans la propre maison du trésorier. Déjà Jean Sévézen avait écrit en 1861 que « le recteur a besoin de la plus grande vigilance (...) pour empêcher la fabrique d'être pillée par la commune ». Le dimanche de Quasimodo de l'année 1904, le conseil de fabrique décida de supprimer le traitement versé aux organistes qui étaient alors deux sœurs célibataires, les demoiselles Floc'h, qui avaient de plus leur mère à leur charge, en dépit de leurs protestations.
Ils pouvaient aussi être contre le progrès, comme l'illustre cette lettre du même Louis Keraudren :

« Oui, mon cher ami, il y aura une halte à Guimiliau, malgré les Julots ! Si Monsieur de Mun, que j'ai tant importuné, harcelé, pour obtenir cette halte, connaissait les intentions égoïstes de mes Julots ! Mais je me garderai bien de les lui révéler. »

Probablement les Juloded, qui rêvaient d'immobilisme social, avaient-ils peur que le progrès technique n'apporte avec lui des idées nouvelles. Beaucoup d'entre eux furent par exemple royalistes et même légitimistes aux débuts de la IIIe République, hostiles au catholicisme social au début du XXe siècle.

### Quelques exemples deJuloded
- Jacques Queinnec (1755-1817), né à Plounéour-Ménez, « fabricant », député à la Convention, qui vécut la fin de sa vie au manoir de Kermorvan en Guiclan.
- La famille Soubigou à Plounéventer : une véritable dynastie de juloded qui a fourni sept maires à Plounéventer, ainsi que deux sénateurs, deux députés, plusieurs conseillers généraux et une secrétaire d'état entre 1790 et nos jours, dont François-Louis Soubigou (1819-1902) : sa tombe, qui se trouve dans le cimetière de Plounéventer, porte son buste en costume de julod (marchand toilier) sculpté par Yann Larc'hantec[52].« François-Louis Soubigou est le "julod" le plus caractéristique du XIXe siècle » a écrit Yves Le Gallo[53].

## La disparition desJuloded
Pendant la seconde moitié du XIXe siècle s'amorce le déclin des activités économiques traditionnelles des Juloded et de la domination économique, sociale et politique que ceux-ci exerçaient. Certes ils diversifient leurs activités, devenant notaire, banquiers, entrepreneurs de travaux publics, vétérinaires, médecins, pharmaciens, etc. Malgré la décadence de la caste, les Juloded restent puissants jusqu'au début du XXe siècle, vivant sur les acquis d'une gloire passée et la puissance du mythe qu'ils constituent, continuant à susciter le respect des populations. Les descendants des juloded « ont consolidé leur situation déclinante mais encore très confortable en occupant des postes dominants du monde rural : notaires, pharmaciens, vétérinaires, maires, conseillers généraux, ecclésiastiques : ils contrôlaient tout ».
Pendant l'Entre-deux-guerres encore, l'élevage des chevaux, particulièrement des étalons, dans la région de Landivisiau fut fréquemment pratiqué par les descendants des Juloded.
De nos jours encore, certains habitants de la région parlent de "Julod" pour désigner tel ou tel à la richesse ostensible ; la région de Landivisiau est encore surnommée "ar vro Juloded" (le "pays Julot"). Les madigou ar Juloded ("Délices des Julots"), des têtes de chevaux en chocolat fourré de praliné aux amandes, produits par un chocolatier-confiseur de la ville, sont représentés sur les maillots des rugbymans du Racing-Club de Landivisau.